# ニコラース・ムーヤールト
クラース・ムーヤールトとしても知られるニコラース・ムーヤールト（Nicolaes Moeyaert、フルネームは ニコラース・コルネリスゾーン・ムーヤール: Nicolaes Cornelisz. Moeyaert、別名は Claes Moeyaertや Nicolaes Mooyaert、Claes Cornelisz. Moyaertとも、1592年ころ - 1655年）は、17世紀オランダの画家である。

## 略歴
現在はアムステルダムの一部となっているダルゲルダム(Durgerdam)で、アムステルダムのチーズの老舗商人の一族に生まれた。若い頃に、イタリアに旅し、見聞を深めていた推定されている。レンブラント(1606-1669)やヤン・リーフェンス(1607-1674)の師匠でもあったアムステルダムの画家ピーテル・ラストマン(1583-1633)の弟子であったとされる。
もともと裕福な境遇であったが、ムーヤールトは聖書の物語や神話を題材に多くの作品を描き、レンブラントのスタイルの追随者となった。1640年にはムーヤールトの唯一の集団肖像画「De regenten en regentessen van het Oude Mannen- en Vrouwengasthuis,」を描いた.。アムステルダムの有名な画商、ヘンドリク・ファン・オイレンブルフ(Hendrick van Uylenburgh)の事業に出資した一人とされる。
フランスを追放されたマリー・ド・メディシスが1638年9月にアムステルダムに入城した時の凱旋門のデザインもした。1640年から1641年にはアムステルダムの市立劇場(Schouwburg van Van Campen)の5人の理事の一人を務めた。
弟子にはニコラース・ベルヘムやサロモン・コーニンク、ヤン・バプティスト・ウェーニクス(Jan Baptist Weenix)らがいる。

## 作品

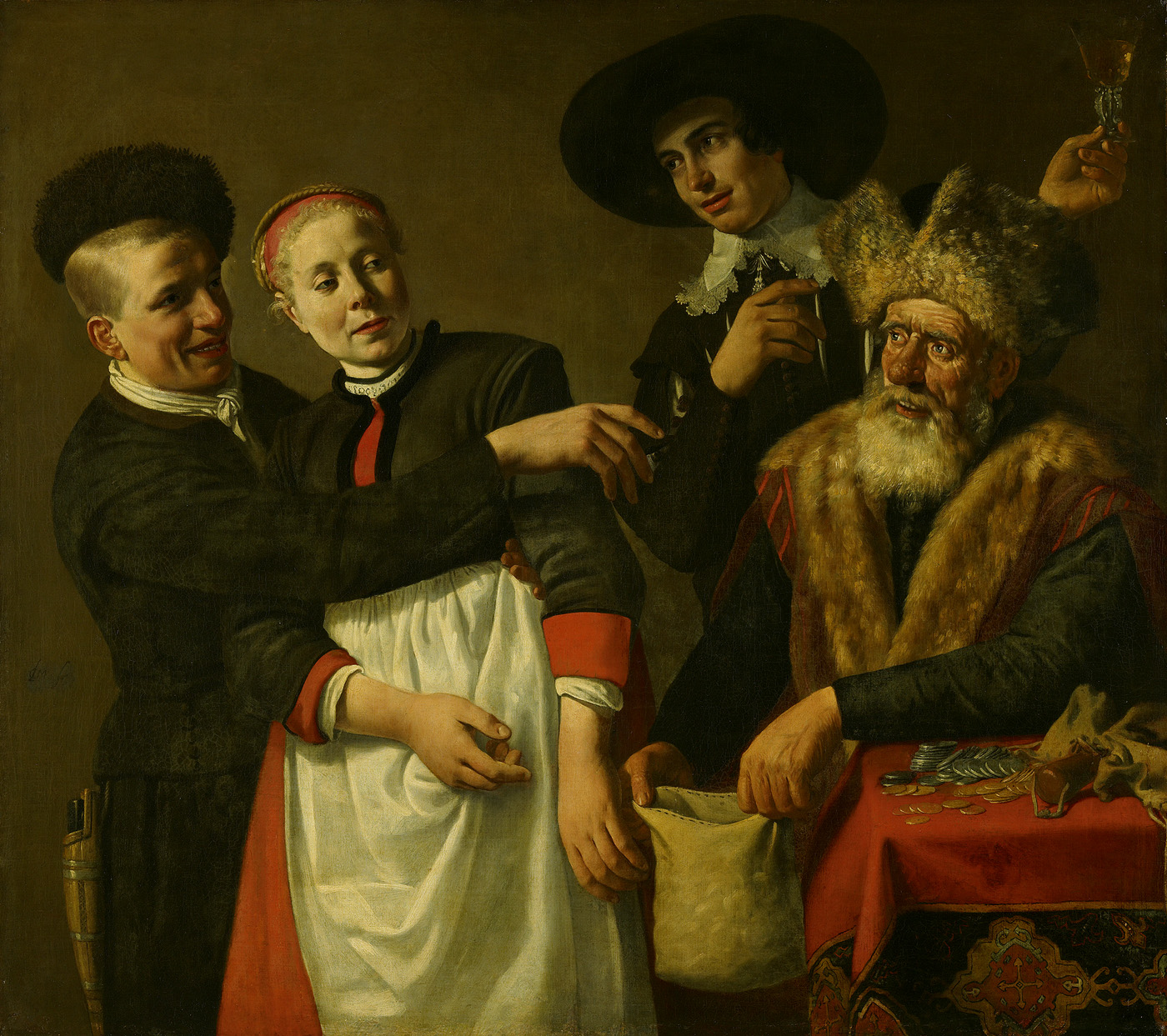
"Aal en haar aanbidders-De keuze tussen jong" アムステルダム博物館
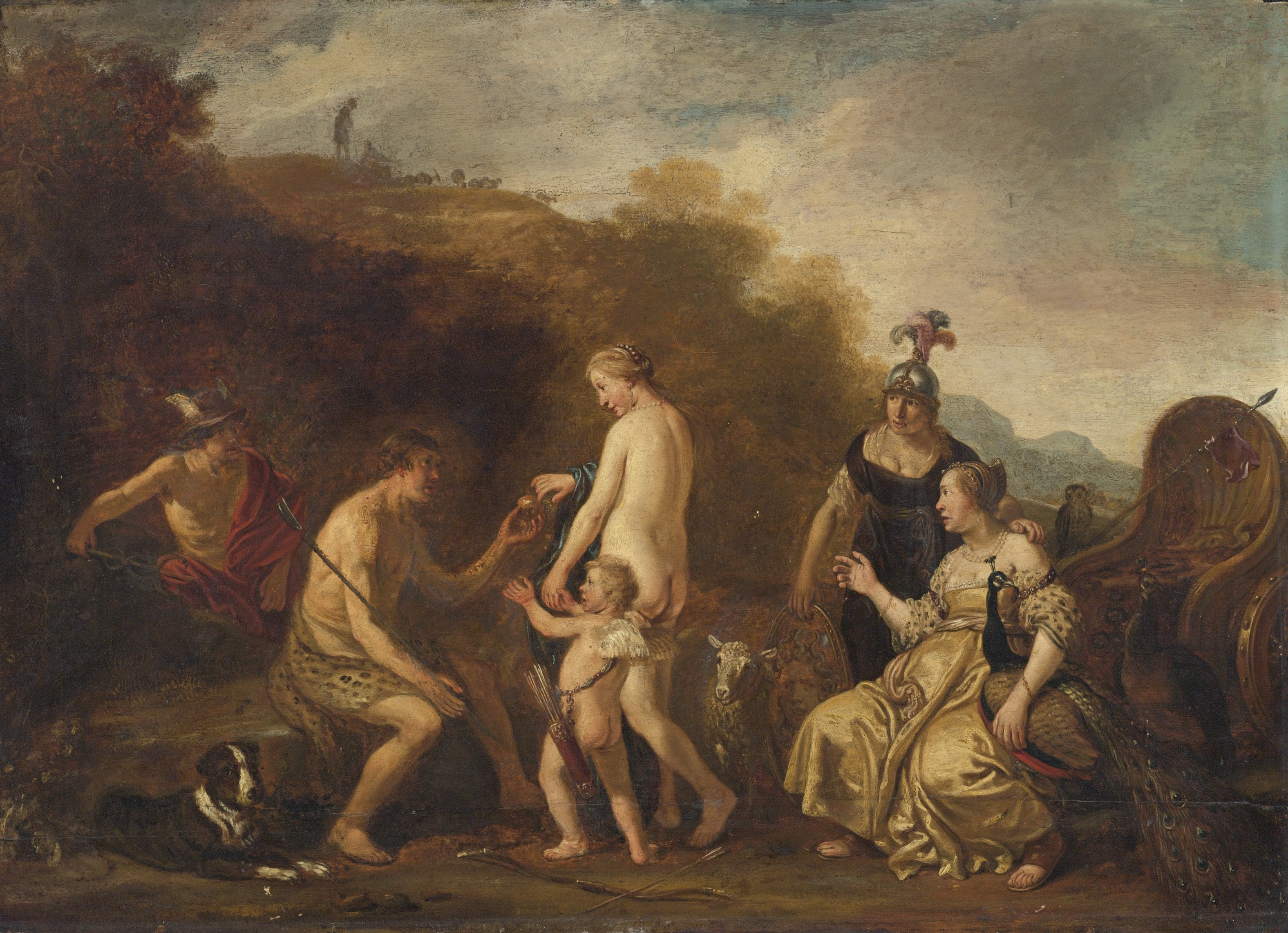
パリスの審判 (c.1649)
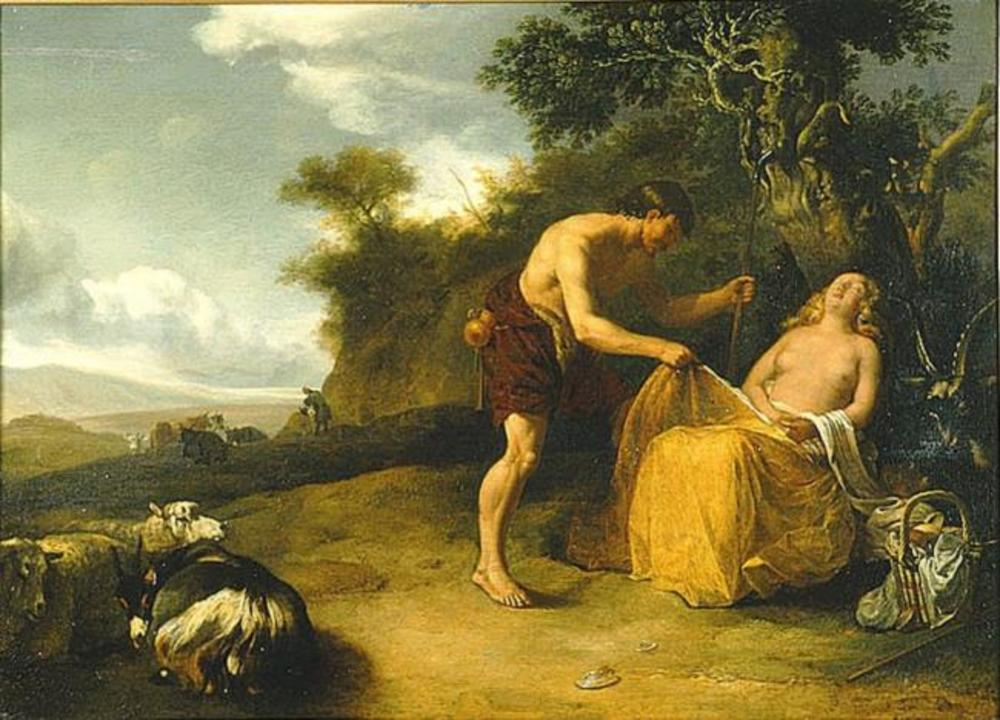
羊飼いたちのいる風景 スウェーデン国立美術館
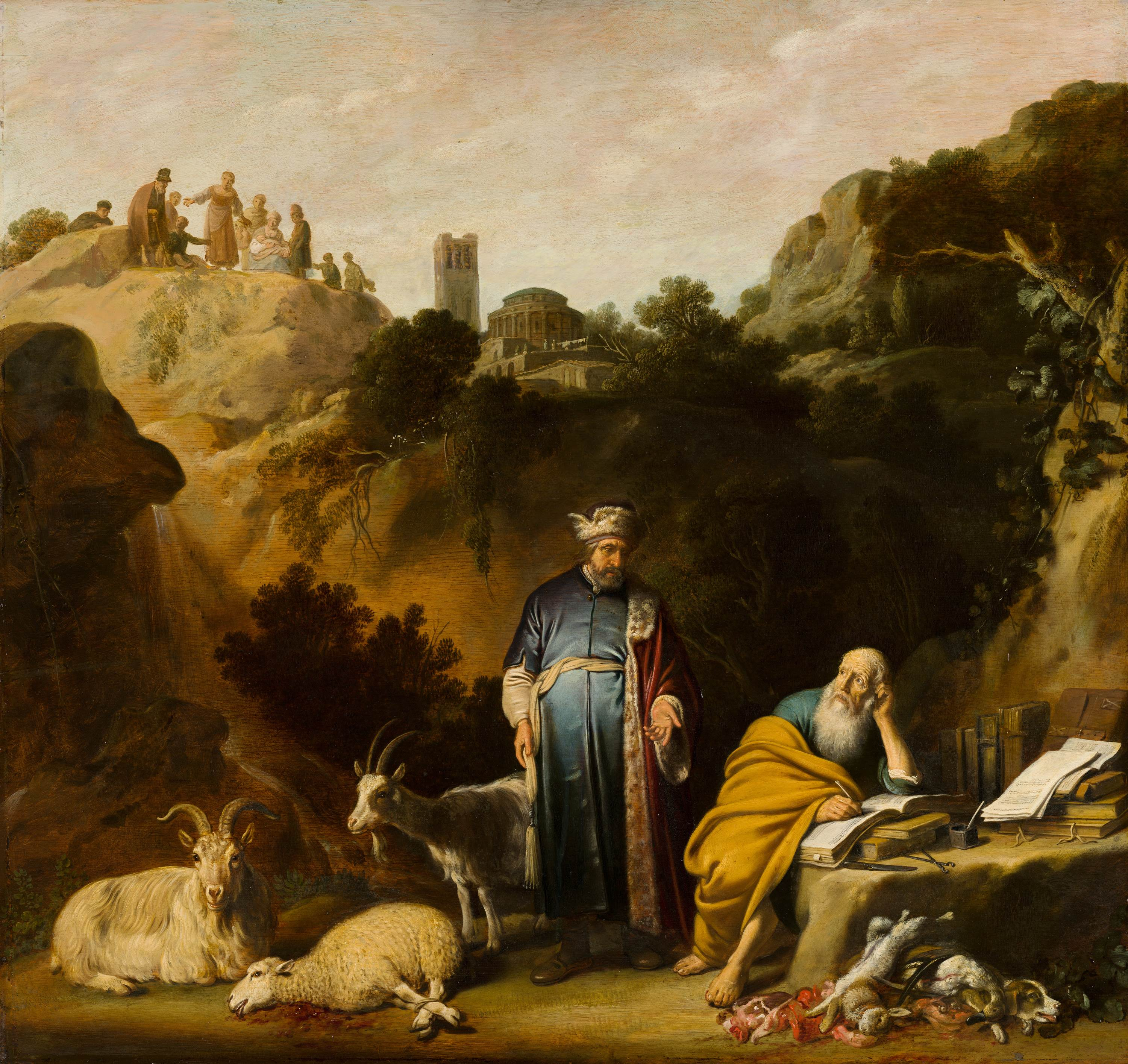
デモクリトスを訪れたヒポクラテス マウリッツハイス美術館
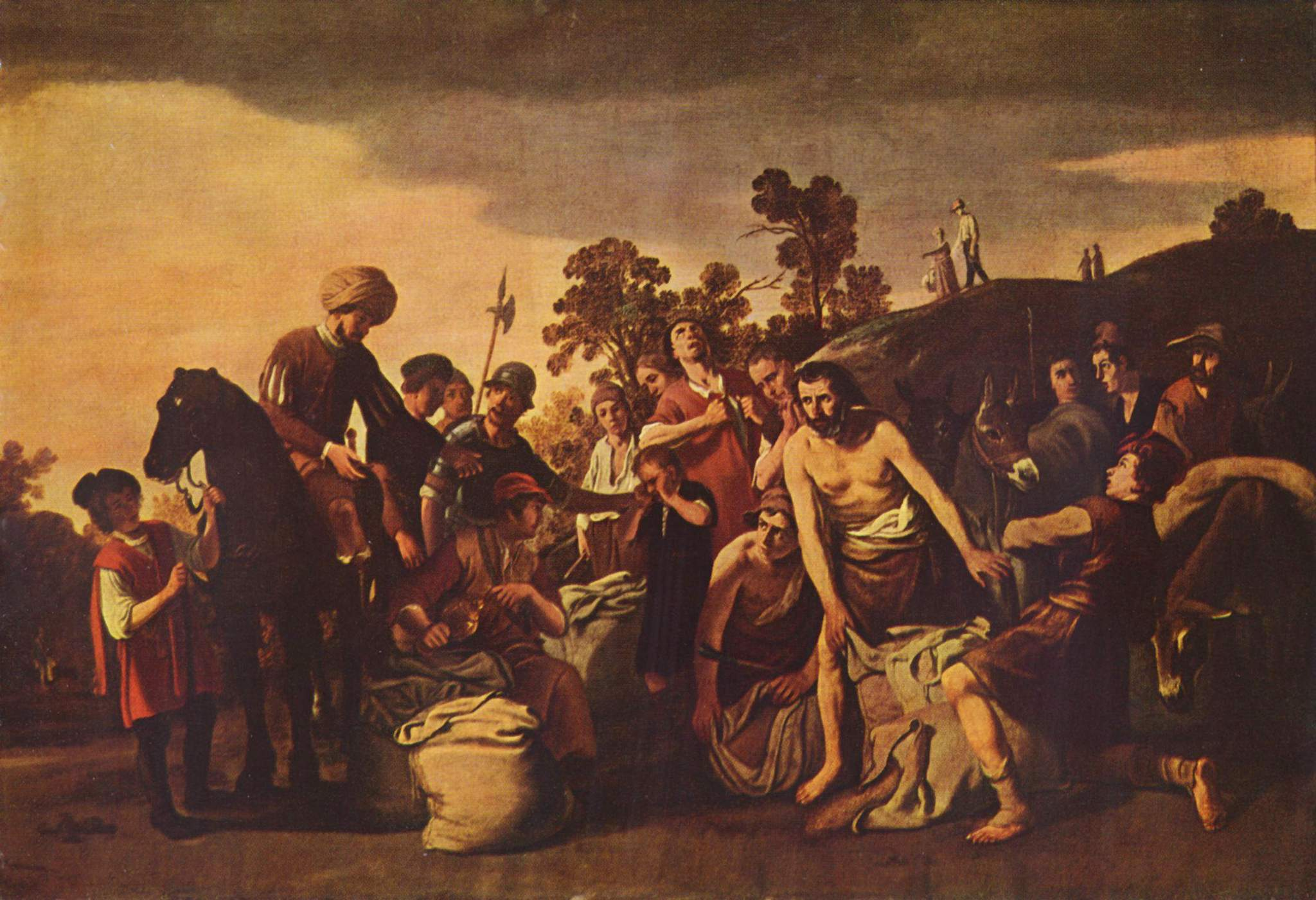
ベニヤミンの袋から盃を取り出すヨセフ(1627) ブダペスト美術館
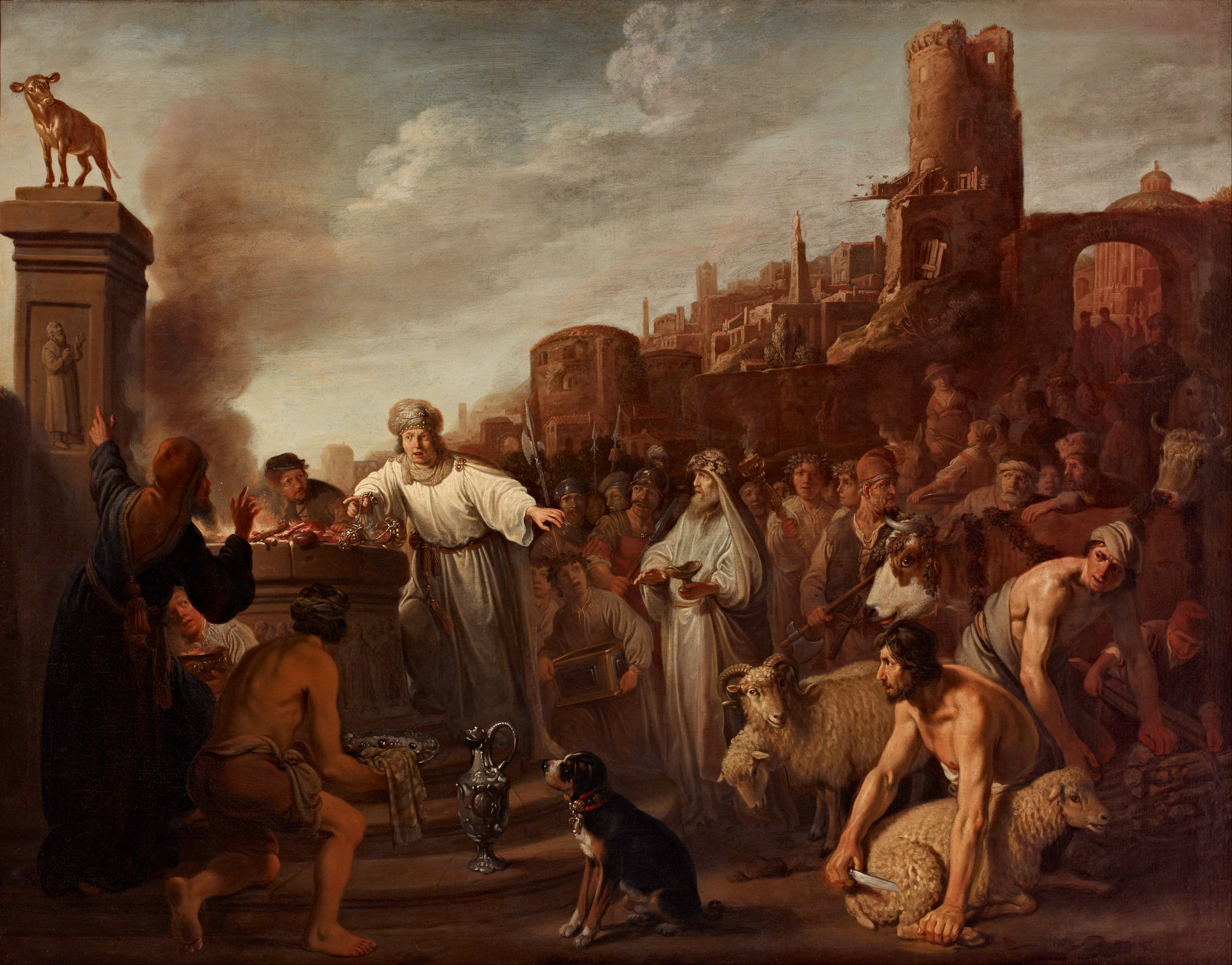
ヤラベアムの犠牲 (1641)